# PSKK
PSKK is de najaarsbijeenkomst van de Vlaamse Esperanto-Jongeren. Op de PostSomera KlaĉKunsido of vrij vertaald "Nazomerse Kletsbijeenkomst" wordt er onder andere nagekaart over de zomerbijeenkomsten en vooruitgekeken op de winterbijeenkomsten. Er worden foto's uitgewisseld, verhalen verteld, voordrachten gegeven, enz. Traditionele onderwerpen tijdens het jaarlijkse weekend zijn een danscursus en het begeleide bezoek aan de stad waar het PSKK plaatsvindt.
Het weekend in 2009 werd bijgewoond door 70 jongeren uit 8 landen. Het thema was Halloween.

## PSKK de voorbije jaren
- 2001: Essen
- 2002: Ronse
- 2003: Namen
- 2004: Ieper (van 29 oktober tot 1 november)
- 2005: Zutendaal (van 21 tot 23 oktober)
- 2006: Lokeren
- 2007: Halen (van 31 oktober tot 4 november)
- 2008: Zutendaal (van 31 oktober tot 02 november)
- 2009: Zutendaal (van 30 oktober tot 02 november)
- 2010: Olmen-Balen (van 15 tot 17 oktober)